# Shanghai Restoration Project
 (juin 2015).
Si vous disposez d'ouvrages ou d'articles de référence ou si vous connaissez des sites web de qualité traitant du thème abordé ici, merci de compléter l'article en donnant les références utiles à sa vérifiabilité et en les liant à la section « Notes et références ».
Shanghai Restoration Project est un groupe de musique électronique de New York, formé par l'Américain Dave Liang.

## Carrière
Le premier album homonyme du groupe, inspiré des orchestres de jazz de Shanghai des années 1930, combine l'utilisation d'instruments de musiques traditionnels chinois avec du hip-hop moderne et de l'harmonica.
En 2007, le premier morceau de cet album (Introduction (1936)) a été utilisé par Kenzo pour sa vidéo publicitaire mondiale vantant ses parfums.
Le groupe collabore avec divers chanteurs, dont la chanteuse japonaise MEG pour un mini album nommé Journey, ou encore Emi Meyer.
En 2009, le groupe s'associe avec Abigail Washburn pour créer un projet musical intitulé Afterquake. Les bénéfices de l'album, sorti le 12 mai 2009, alimentent le Sichuan Quake Relief, fonds d'aide aux victimes du séisme de 2008 au Sichuan.